# Stenostomum obtusifolium
Stenostomum obtusifolium là một loài thực vật có hoa trong họ Thiến thảo. Loài này được (Urb.) Britton & P.Wilson miêu tả khoa học đầu tiên năm 1925.